# Jacques Madaule
Pour les articles homonymes, voir Madaule.
Jacques Madaule, né le 11 octobre 1898 à Castelnaudary (Aude) et mort le 19 mars 1993 dans le 14e arrondissement de Paris, est un écrivain, intellectuel catholique et homme politique français.

## Biographie
Né à Castelnaudary (Aude), Jacques Madaule poursuit ses études supérieures à Toulouse et est reçu premier à l’agrégation d’histoire en 1922. Il est membre de l’École française de Rome de 1923 à 1925. il est nommé professeur aux lycées de Tunis, Poitiers et Rollin à Paris, avant de terminer sa carrière au lycée Michelet de Vanves de 1935 à 1958.
Disciple d’Emmanuel Mounier et de l’historien Jules Isaac, il collabore à la revue Esprit. Il consacre plusieurs ouvrages à Paul Claudel et à Dante.
En 1944, il obtient le prix Albéric-Rocheron pour son ouvrage Histoire de France des origines à 1715. Le second tome de cette histoire de France (de 1715 à nos jours) paru en 1945 sera dédié au Général de Gaulle.Éditions Gallimard. Fondateur de l'Amitié judéo-chrétienne de France en 1948, il agit pour que l’Église catholique romaine renonce officiellement à l’antijudaisme, notamment lors du concile Vatican II. Il préside l'association de 1949 à 1975. Il fait également partie de la direction du Mouvement de la paix, où il milite pendant plus de quarante ans.
Il s'engage au Mouvement républicain populaire à la Libération et devient conseiller de Francisque Gay, ministre d’État. Il est ensuite élu maire d'Issy-les-Moulineaux de 1949 à 1952.
En 1951, il est candidat aux élections législatives dans la 4ème circonscription du département de la Seine, tête de liste du Cartel des Gauches indépendantes. Sa liste obtient 1,48 % des suffrages exprimés et il n'est pas élu. 
Président du Comité national des écrivains, en 1964, il publie, sous forme d’une grande fresque autobiographique, l’histoire de sa vie en deux tomes : L'Interlocuteur et L'Absent (Gallimard). Il reçoit alors pour l’ensemble de son œuvre le Grand prix national des lettres. Il est par ailleurs l'un des fondateurs du Grand prix catholique de littérature.
De 1984 à sa mort, il préside la Société Paul Claudel.
Il est inhumé au cimetière du Montparnasse (division 3).
Trois inédits de Jacques Madaule ont été publiés depuis sa disparition : Correspondance avec Paul Claudel, Autobiographie de ma mère, et Regards croisés sur l'actualité (1950-2020).

### Vie privée
Jacques Madaule épouse Suzanne Moussard dans les années 1920. Ils ont ensemble cinq enfants : Edmond, écrivain connu sous le pseudonyme de Edmond Puységur, Pierre Madaule, lui aussi écrivain, Béatrice, Philippe et Guy. Veuf au début des années 1950, il épouse en secondes noces la philosophe Madeleine Barthélemy.

## Ouvrages
- Le génie de Claudel, Desclée de Brouwer, 1933
- Considération sur la mort, Corréa, 1934
- Le drame de Paul Claudel; Desclée de Brouwer, 1936
- Le Christianisme de Dostoïevski, Bloud et Gay, 1939
- Le nationalisme de Barrès, Sagittaire, 1942
- Reconnaissance I II et III, Desclée de Brouwer, 1942, 1944, 1946
- Histoire de France (2 tomes), en 3 tomes dans la collection Idées Nrf, n° 92, 98 & 108, 1943, 1946
- Les Chrétiens dans la cité, Sagittaire, 1946
- Graham Greene, Éditions du Temps présent, 1950
- Le retour d'Israël, Desclée de Brouwer, 1950
- Dante et la splendeur italienne, Club Français du Livre, 1957
- Les Juifs et le monde actuel
- Graham Greene, Éditions du Temps présent, 1951
- Le retour d'Israël, 1951
- Qui est Lanza del Vasto, Denoël, 1955 (Études, témoignages, textes)
- César, Seuil, 1959
- Ce que dit Elsa, Denoël, 1961
- Initiation à Theillard de Chardin, Cerf, 1963
- Les juifs et le monde actuel, Flammarion, 1963
- Dante et la passion de l'immortalité, Plon, 1965
- Chrétien de droite ou de gauche, dialogue entre Jean de Fabregues et Jacques Madaule dirigé par Jean-Marie Aubert et Christian Chabanis, Collection Verse et controverse Cahier 2, Éditions Beauchesne 1966
- Claudel et le langage, Desclée de Brouwer, 1968
- Claudel et le Dieu caché, Desclée de Brouwer, 1969
- L'interlocuteur, Gallimard, 1972
- L'absent, Gallimard, 1973
- Le Drame albigeois et l'unité française; Paris (Gallimard, coll. "Idées"), 1973 (= éd. revue et augmentée).
- Dante et la rigueur italienne, Complexe, 1982
- Israël ou le poids de l'élection, Le Centurion, 1983
- Connaissance et reconnaissance, correspondance Claudel-Madaule, Desclée de Brouwer, 1996
- Autobiographie de ma mère, Harmattan/les impliqués, 2016
- Regards croisés sur l'actualité (1950,2020), Jacques et Stéphane Madaule, Harmattan, 2019